# Toribio Sánchez
Toribio Sánchez Beltrán de Guevara (f. 1928) fue un médico, estanciero y político español, emigrado a Argentina.

## Biografía

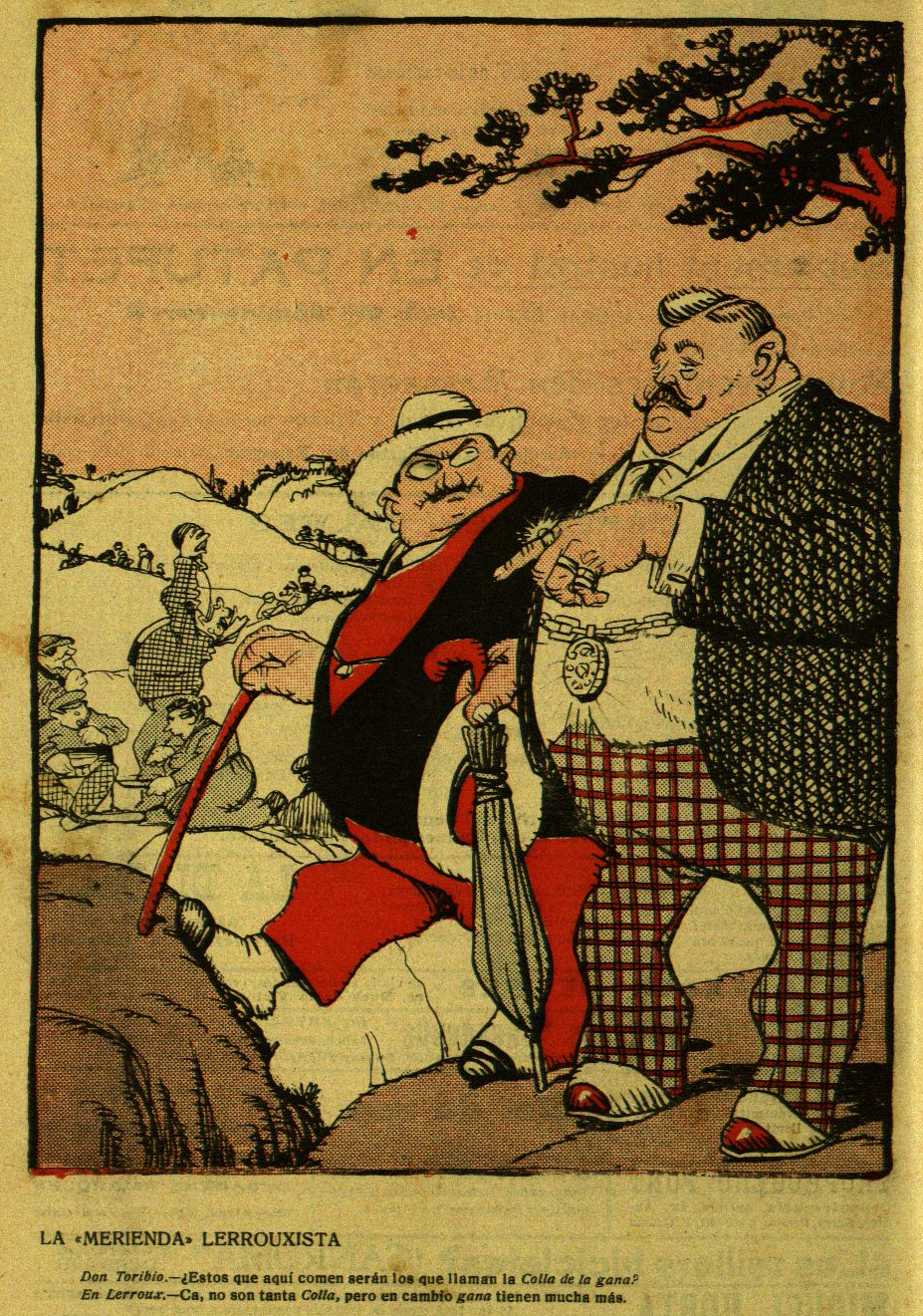
Lerroux y Toribio Sánchez caricaturizados en la revista ¡Cu-Cut! (1910)

Donostiarra, emigró a la Argentina, donde amasó una fortuna. En 1910, se presentó en España con una candidatura del partido radical al Congreso y obtuvo escaño de diputado por el distrito de Barcelona —con el que no tenía arraigo— al tiempo, al parecer, que era concejal en la ciudad argentina de Rosario de Santa Fe. En 1916 volvió a presentarse al Congreso con una candidatura republicana, esta vez por San Sebastián, sin éxito.
Falleció hacia julio de 1928 en Rosario. En el diario El Liberal se mencionaba al anunciar su deceso que habría sido hijo del primer maestro de Pío Baroja.